# Auriac-l’Église
Auriac-l’Église település Franciaországban, Cantal megyében. Lakosainak száma 142 fő (2022. január 1.). Auriac-l’Église Charmensac, Laurie, Massiac, Molèdes, Molompize, Blesle és Saint-Étienne-sur-Blesle községekkel határos.

## Népesség
A település népességének változása:
| Lakosok száma | 364  | 251  | 229  | 204  | 173  | 163  | 153  | 147  | 145  | 142  |
|               | 1968 | 1982 | 1990 | 2006 | 2013 | 2015 | 2017 | 2019 | 2020 | 2022 |